# 스즈키 덴간
스즈키 덴간(鈴木天眼)은 일본의 정치인, 저널리스트이다. 본명은 지카라(力).